# エンブラテル
エンブラテル（Embratel - Empresa Brasileira de Telecomunicações S.A. ）は、リオデジャネイロ市に本社を置くブラジル第2の通信事業会社である。1998年のテレブラスの分割・民営化の際に、アメリカ合衆国のMCIコミュニケーションズが265億レアルで買収され、成立した。その際に、遠距離通信を受け持つ会社として成立している。
2003年以降、メキシコの通信事業最大手のテルメックスの子会社である。
エンブラテルは、ブラジルにおける音声及びデータ通信の両方において重要なプレーヤーである。5機の通信衛星を持つ一方で、マイクロ波及び光ファイバーの通信網を保有している。エンブラテルは、インテルサット、インマルサットのメンバーであり、同時に、4ケ所に海底光ケーブルを敷設している。